# Inge Morath
Ingeborg Morath (Graz, Austria; 27 de mayo de 1923-Nueva York, Estados Unidos; 30 de enero de 2002) fue una fotógrafa de origen austríaco nacionalizada estadounidense.

## Biografía

### Infancia y juventud (1923 - 1945)
Ingeborg Morath nació en Graz, Austria. Sus padres eran científicos y trabajaron en diferentes laboratorios y universidades europeas, por lo que la familia tuvo que desplazarse con frecuencia durante la infancia de Inge. Educada en escuelas francófonas, la familia Morath vivió una temporada en Darmstadt durante la década de los 30 antes de mudarse a Berlín, donde el padre de Inge dirigió un laboratorio de química especializado en madera. Morath fue registrada en la Luisenschüle, cerca de Bahnhof Friedrichstrasse.
El primer encuentro de Morath con el arte de vanguardia fue la célebre exposición titulada Entartete Kunst (Arte degenerado) por el partido nazi en 1937, diseñada para provocar el rechazo popular al arte contemporáneo."Encontré muchas de esas pinturas emocionantes, y me enamoré del "Caballo azul" de Franz Marc", escribiría Inge más adelante, añadiendo que "sólo se permitían comentarios negativos sobre las obras, y así empezó un largo período de guardar silencio y esconder los propios pensamientos".
En 1939, Alemania desencadenó la Segunda Guerra Mundial. Tras terminar su educación secundaria, Morath aprobó el Abitur y fue requerida, como todos los estudiantes de su edad, a realizar seis meses de servicio en el Reichsarbeitsdienst (el "Servicio de Trabajo del Reich") antes de acceder a la Universidad de Berlín. Durante sus estudios de filología, Morath aprendió a hablar fluidamente en francés, inglés y rumano. Sobre su experiencia universitaria, Morath diría que "estudiaba allí donde encontraba un lugar tranquilo, en la Universidad o en las estaciones de metro, que servían como refugios antiaéreos. No me uní a la Studentenschaft (organización de estudiantes)." Hacia el final de la guerra, Morath fue reclutada y puesta a trabajar en una fábrica de Tempelhof, junto a prisioneros de guerra ucranianos. Durante un ataque de bombarderos rusos, Morath huyó a pie de la fábrica y se refugió en Austria. Posteriormente, Morath siempre rechazaría realizar fotografías de guerra, diciendo que prefería trabajar sobre historias que mostrasen sus consecuencias.

### Inicios y éxitos (1945 - 1962)
Tras el conflicto, Morath trabajó como traductora y periodista. En 1948 fue contratada por Warren Trabant -entonces corresponsal en Viena, y más tarde editor- para la revista Heute, una revista ilustrada publicada por la Agencia de Información de los Estados Unidos. Morath conoció al fotógrafo Ernst Haas en la Viena de posguerra, cuyo trabajo mostró a Trabant. Pronto empezaron a trabajar juntos en Haute: Morath redactaba los artículos que acompañaban las fotografías de Haas. En 1949, Robert Capa invitó a la pareja a unirse a su recién fundada Magnum Photos, en París. Como editora, Morath recibía material fotográfico de todos los miembros de la asociación, y así es como descubriría a Henri Cartier Bresson:"Creo que estudiando su manera de hacer fotografías aprendí a hacer fotografías por mi cuenta, antes de haber tenido una cámara en la mano".
Morath mantuvo un breve matrimonio con el periodista inglés Lionel Birch y en 1951 se mudó a Londres. Ese mismo año comenzó a sacar sus propias fotografías durante una visita a Venecia."Quedó instantáneamente claro que desde ese momento en adelante sería fotógrafa", escribió. "Según continuaba fotografiando me sentía más feliz. Supe que podía expresar las cosas que quería decir dándoles forma mediante mis ojos".
La fotógrafa quiso por ello convertirse en aprendiz de Simon Guttman, quien era en aquel entonces editor del Picture Post y dirigía la agencia fotográfica Report. Guttman quiso saber qué impulsaba a Morath a convertirse en fotógrafa, y ésta le contestó que "tras el aislamiento del nazismo, sentí que había encontrado mi lenguaje en la fotografía". Tras pasar algunos meses como secretaria de Guttman, finalmente éste le encargó tareas propiamente fotográficas. Morath comenzó a vender sus primeras fotografías en exposiciones, inauguraciones y muestras nocturnas bajo el seudónimo de Egni Tharom (su propio nombre escrito al revés).
Morath se divorció de Birch y regresó a París para lanzar su carrera como fotógrafa. En 1953 presentó a Capa su primera historia fotográfica de gran formato, que trataba sobre los sacerdotes trabajadores de París. Capa le invitó a unirse a su agencia, aunque los primeros trabajos que le asignó eran los que no resultaban interesantes para los "peces gordos" de la empresa. Uno de sus primeros encargos llevó a Morath a Londres, donde trabajó durante algún tiempo en los habitantes del Soho y Mayfair. El retrato de la señora Evelyn Nasch, surgido a raíz de ese encargo, está entre sus fotografías más conocidas. A sugerencia de Capa, Morath trabajó entre 1953 y 1954 como ayudante y documentalista de Cartier-Bresson. Finalmente, en 1955 fue admitida como miembro oficial de la agencia Magnum Photos. Durante los últimos años 50 Morath se dedicó a viajar por todo el mundo, cubriendo reportajes en Europa, Oriente Medio, África, los Estados Unidos y Sudamérica, realizando fotos que eran publicadas en el Holiday, el Paris Match y la revista Vogue. Publicó también fotografías de España en el libro Guerre à la Tristesse, publicado con Robert Delpire en 1955. Más adelante aún publicaría otra obra similar (De la Perse à l'Iran, 1958), reuniendo un total de más de 30 monografías realizadas durante toda su vida.
Como muchos otros miembros de Magnum, Morath trabajó como directora de fotografía para numerosas películas. Conoció a John Huston en Londres, y colaboró en la fotografía de varias de sus películas. Moulin Rouge (1952) fue uno de sus primeros encargos como fotógrafa, y su primera experiencia en un plató de cine. Cuando Morath comentó a Huston que sólo tenía un rollo de película a color para trabajar, el director le consiguió otros tres, y solía llamarle con un gesto de la mano cuando, en mitad del rodaje, veía un momento apropiado para sacar una fotografía. Huston diría de ella que Morath era "la suprema sacerdotisa de la fotografía. Tenía una inusual habilidad para penetrar más allá de la superficier y revelar lo que daba vida al tema de la fotografía".
En 1960, trabajando en el rodaje de Los que no perdonan (1960), protagonizada por Audrey Hepburn, Burt Lancaster y Audie Murphy, Morath acompañó a Huston y algunos amigos a una cacería de patos en un lago entre las montañas cerca de Durango (México). Gracias al teleobjetivo de su inseparable cámara, Morath pudo ver cómo la balsa de Murphy y su amigo había volcado a unos 100 metros de la orilla, quedando Murphy conmocionado, con gran peligro de ahogarse. Nadadora experta, Morath se quitó la ropa y se lanzó al agua, remolcando a los dos hombres gracias a la tira de su sostén. El incidente pasó tan inadvertido que la cacería se desarrolló sin incidentes.
Morath volvió a trabajar con Huston en 1960 en Vidas rebeldes, un éxito de taquilla protagonizado por Marilyn Monroe, Clark Gable y Montgomery Clift, basada en un guion de Arthur Miller. La agencia Magnum tenía permiso exclusivo para fotografiar el rodaje, de modo que Morath y Cartier Bresson fueron los primeros de los nueve fotógrafos que visitaron las localizaciones de la película, en las afueras de Reno, (Nevada, EE. UU.).
Morath conoció a Miller durante el rodaje y -después del divorcio de Miller y Monroe- se casaron el 17 de febrero de 1962. La primera hija de la fotógrafa (Rebecca Miller) es escritora y ha dirigido varias películas, la pareja tuvo un segundo hijo con síndrome de Down, Daniel, que fue ingresado al poco de nacer en un centro y del que el propio Miller no quiso saber hasta los últimos diez años de su vida.
Los logros profesionales de Morath durante esta primera década de trabajo fueron extraordinarios. Junto a Eve Arnold, se había convertido en una de las pioneras en Magnum, que hasta entonces había sido una institución predominantemente masculina. Muchos críticos han comentado el elemento surrealista que caracteriza la fotografía de Morath en esta época. Morath atribuía esto a las largas conversaciones que había tenido con Cartier Bresson durante sus viajes por Europa y los Estados Unidos. Como muchos de sus colegas de la primera época de Magnum, el trabajo de Morath radicaba en un humanismo fundamental, modelado en gran parte por su experiencia de guerra y su relación con la sombría Europa de posguerra. Esta motivación se convertiría durante la madurez de Morath en un auténtico leit-motiv, que se reflejaría en imágenes que exhiben la resistencia del espíritu humano sometido a situaciones de extrema dureza, y sus manifestaciones de éxtasis y felicidad.

### Etapa de madurez (1962 - 2002)
Tras su regreso a los Estados Unidos, durante las décadas de los 60 y 70 Morath vivió más apegada a su hogar, criando a su familia con Miller y trabajando con él en diversos proyectos. Su primera colaboración fue el libro En Rusia (1969) que, junto a Encuentros chinos (1979) reflejarán sus viajes por la entonces URSS y la República Popular de China. En el campo, publicado en 1977, era una mirada íntima a su entorno más cercano. Tanto para Miller, que había pasado gran parte de su vía en Nueva York como para Morath, que venía de Europa, el paisaje de Connecticut representaba un lugar idílico para encontrarse con América.
Dada la extraordinaria habilidad de Morath con los idiomas, Miller comentó en una ocasión que "viajar con ella era un privilegio, puesto que yo solo nunca habría podido adentrarme en esa dirección" En muchos sentidos, sin embargo, las fotografías de Morath y los textos de Miller ofrecen dos caras de una misma moneda: Durante sus viajes, Morath solía traducir a Miller, mientras que gracias a la reputación de su marido Inge tuvo muchas oportunidades de conocer a auténticas personalidades de la élite del mundo artístico internacional.
El fotógrafo austríaco Kurt Kaindl, colega de Morath durante mucho tiempo, apuntó que "su cooperación se desarrollaba sin ningún tipo de presión y estaba únicamente motivada por su interés común en las personas y en las esferas culturales respectivas, una situación que corresponde al estilo de trabajo de Inge Morath, que solía sentirse algo intimidada ante un encargo".
En casa o donde quiera que la llevasen sus viajes, Morath buscaba a los artistas y escritores locales, y solía confraternizar con ellos. Durante los 50 Morath se dedicó para un encargo de la revista L'Oeil, de Robert Delpire, de fotografiar a importantes artistas, como Jean Arp o Alberto Giacometti. También conoció a Saul Steinberg en 1958. Se dice que el día que ella iba a su casa a hacerle su retrato, Steinberg le abrió la puerta con una máscara que había confeccionado con una bolsa de papel. Durante varios días trabajaron en sesiones de retratos, invitando a personajes del mundo de la cultura y a amigos a posar con la máscara de Steinberg puesta. Otro trabajo que se extendió en el tiempo fue la documentación que Morath realizaba en muchas de las películas basadas en guiones de Arthur Miller.
Algunos de los mayores logros de Morath se aprecian en sus retratos, tanto posados de celebridades como etéreas imágenes de anónimos paseantes. Sus fotografías del domicilio de la biblioteca de Boris Pasternak, la casa de Antón Chéjov, el dormitorio de Mao Zedong, así como de estudios de artistas y monumentos funerarios están empapados del espíritu de personas desaparecidas que de algún modo siguen presentes. El escritor Philip Roth, a quien Morath fotografió en 1965, la describió como la más certera, enérgica y aparentemente voyeur que conozco. Si eres uno de sus temas, apenas te das cuenta de que has bajado la guardia y tus secretos han sido registrados hasta que es demasiado tarde. Ella es una tierna intrusa con una cámara invisible".
Según crecía el alcance de sus proyectos, Morath se preparaba intensamente para el estudio del lenguaje, el arte y la literatura del país que iba a encontrar para entender su cultura completamente. Aunque la fotografía era el principal medio de expresión de Morath, era sólo una más de las herramientas que utilizaba, entre las muchas que fue adquiriendo a lo largo de su vida. Además de los muchos lenguajes que era capaz de hablar, Morath era una prolífica escritora de diarios y cartas, y su doble capacidad de fotografiar y escribir la convertía en un ejemplar muy inusual entre sus colegas de profesión. Morath escribió profusamente, y a veces en tono divertido, sobre los temas de sus fotografías. Aunque raramente editó estos textos durante su vida, sus publicaciones póstumas se centran en aspectos relativos a su trabajo, y enlazaban su trabajo fotográfico con sus escritos de viaje, sus notas de trabajo y gran variedad de material diverso relacionado con su actividad.
Durante los 80 y 90, Morath continuó alternando los trabajos por encargo y sus proyectos personales. La película Copyright by Inge Morath (1992), de la directora alemana Sabine Eckhard, fue seleccionada para una exposición sobre la agencia Magnun realizada durante el Festival de Cine de Berlín de 2007. Eckhard filmó a Morath en su estudio de Connecticut, y en compañía de amigos como Cartier Bresson o Elliot Erwitt en Nueva York y París. En el año 2002, trabajando con la directora Regina Strassegger, Morath cumplió un sueño largamente anhelado: Volver a las tierras de sus ancestros, en la frontera entre Estiria y Eslovenia. Esta región montañosa, que una vez formó parte del Imperio austrohúngaro, se había convertido en objeto de enfrentamientos ideológicos tras la Segunda Guerra Mundial y hasta 1991, cuando los intentos de aproximación conducían invariablemente a conflictos en ambos lados de la frontera. El libro Last Journey (2002) -en español "El último viaje"- y la película de Strassengger Grenz Räume ("La frontera espacial", 2002) documentaron las visitas de Morath a la que había sido su tierra natal, ya en los últimos años de su vida.

### Muerte y legado
Ingeborg Morath Miller murió de cáncer en 2002, a la edad de 78 años. La Fundación Inge Morath fue creada por su familia, en 2003, para preservar y compartir su legado.
En honor a su colega, los miembros de Magnum Photo establecieron en 2002 el Premio Inge Morath. El galardón anual es administrado por la Fundación Inge Morath, y es concedido a una fotógrafa de menos de 30 años, para apoyar el trabajo hacia la concreción de un proyecto a largo plazo.

## Citas
- La fotografía es un fenómeno extraño... Confías en tu ojo y no puedes hacer más que desnudar tu alma.[19]

- Inge Morath fue, ante todo, una viajera... Su aproximación a la historia era de un dejar crecer, sin ninguna preocupación aparente por la estructura narrativa, confiando en que su experiencia y en sus intereses modelasen el trabajo, más que una fórmula editorial... Ella hacía fotos nada sentimentales, que se guiaban por su relación con un lugar. Esas relaciones eran invariablemente íntimas y duraderas; solía revisitar los lugares que había elegido para hacer fotos y aprender el lenguaje de lo importante... Del mismo modo, sus fotografías de personas nacen de una intimidad sin sentimentalidad. Es como si la representación de las relaciones ocupara el lugar de la estructura de la historia, y su trabajo se entiende mejor como una serie consecutiva de observaciones sobre la vida que ella hacía para sí misma.[20]

## Premios
- 1992 Gran Premio Nacional de Fotografía (Austria).
- 1984 Doctor honoris causa Fine Arts, Universidad de Connecticut, Hartford, USA.
- 1983 Resolución del Senado del Estado de Míchigan n.º 295; Homenaje a Inge Morath.

## Algunas exposiciones individuales
- 2008 Well Disposed and Trying to See: Inge Morath and Arthur Miller in China, Museo de Arte de la Universidad de Míchigan, Ann Arbor, EE. UU..
- 2004 Inge Morath: The Road to Reno, Chicago Cultural Center, Illinois, Estados Unidos.
- 2004 Inge Morath: Chinese Encounters, Pingyao International Photography Festival, Pingyao, China.
- 2003 Exposition, Fundación Henri Cartier-Bresson, París, Francia.
- 2002 Inge Morath: Danube, Galería urbana de Russe, Russe, Bulgaria.
- 2002 Inge Morath: New York, Galería Fotohof, Salzburgo, Austria; Stadt Passau, Europäische; Wochen, Alemania ESWE Forum, Wiesbaden; Esther Woerdehoff Galerie, París, France; Amerikahaus Tübingen, Alemania.
- 1999 Retrospective, Kunsthalle Wien, Austria; FNAC Etoile, París, Francia; FNAC, Barcelona, España.
- 1999 Spain in the Fifties, Museo del Cabildo, Montevideo, Uruguay.
- 1998 Inge Morath: Danube, Festival de Cultura Centro Europea, Londres, Reino Unido; Museen d. Stadt Regensburg, Regensburg, Alemania.
- 1998 Retrospective, Edinburgh Festival, Edinburgo, Reino Unido; Museo de Fotografía de Charleroi, Bélgica; Galería Municipal, Pamplona, España.
- 1998 Celebrating 75 Years, Galería Leica, Nueva York, Estados Unidos.
- 1997 Retrospective Kunsthal, Róterdam, Países Bajos.
- 1997 Inge Morath: Danube, Keczkemet Museum, Esztergom Museum, Hungría.
- 1997 Photographs 1950s to 1990s, Museo de Fotografía de Tokio, Japón.
- 1996 Women to Women, Galería Takashimaya, Tokio, Japón.
- 1996 Inge Morath: Danube, Neues Schauspielhaus, Berlín, Germany; Galería Leica, Nueva York, EE. UU.; Galería Fotoforum, Bolzano, Italia.
- 1995 Spain in the fifties, Museo de Arte Contemporáneo Reina Sofía, Madrid, España; Museo de Navarra, Pamplona, España.
- 1994 Spain in the fifties, Spanish Institute, Nueva York, EE. UU.
- 1992/94 Retrospective, Neue Galerie Linz, Austria; America House, Fráncfort del Meno, Alemania; Hardenberg Gallery, Velbert, Alemania; Galerie Fotogramma, Milán, Italia; Royal Photographic Society, Bath, Reino Unido; Smith Gallery and Museum, Stirling, Reino Unido; America House, Berlín, Alemania; Hradcin Gallery, Praga, República Checa.
- 1991 Portraits, Kolbe Museum Berlín, Alemania; Rupertinum Museum de Salzburgo, Austria.
- 1989 Portraits, Burden Gallery, Aperture Foundation, Nueva York, EE. UU.; Norwich Cathedral, Norwich, Reino Unido; American Cultural Center, Bruselas, Bélgica.
- 1988 Retrospective, Union of Photojournalists, Moscú, Rusia; Museo Sala del Canal, Madrid, España; Rupertinum Museum, Salzburgo, Austria.
- 1984 Salesman in Beijing, Festival de Teatro de Hong Kong.
- 1979 Inge Morath: Photographs of China, Grand Rapids Art Museum, Míchigan, EE. UU..
- 1964 Inge Morath: Photographs, Gallery 104, Art Institute of Chicago, Illinois, EE. UU..

## Monografías selectas
- 2008 Inge Morath: Iran. Steidl, Germany (forthcoming).
- 2006 The Road to Reno. Steidl, Germany.
- 2002 New York. Otto Müller/Verlag, Austria.
- 2000 Saul Steinberg Masquerade. Viking Studio, USA.
- 1999 Inge Morath: Life as a Photographer. Kehayoff Books, Germany.
- 1999 Arthur Miller: Photographed by Inge Morath. FNAC, Spain.
- 1999 Inge Morath: Portraits. Verlag, Austria.
- 1996 Woman to Woman. Magnum Photos, Japan.
- 1995 Donau. Verlag, Austria.
- 1994 Inge Morath: Spain in the Fifties. Arte con Texto, Spain.
- 1992 Inge Morath: Photographs 1952 to 1992. Otto Müller/Verlag, Autria.
- 1991 Russian Journal. Aperture Foundation, USA.
- 1986 Portraits. Aperture, USA.
- 1984 Salesman in Beijing. Viking Press, USA.
- 1981 Bilder aus Wien: Der Liebe Augustin. Reich Verlag, Switzerland.
- 1979 Chinese Encounters. Straus & Giroux, USA.
- 1979 Inge Morath: Photographs of China. Grand Rapids Art Museum, USA.
- 1977 In the Country. Viking Press, USA.
- 1975 Grosse Photographen unserer Zeit: Inge Morath. C.J. Bucher Verlag, Switzerland.
- 1973 East West Exercises. Simon Walker & Co., USA.
- 1969 In Russia. Viking Press, USA.
- 1967 Le Masque (Drawings by Saul Steinberg). Maeght Editeur, France.
- 1960 Bring Forth the Children: A Journey to the Forgotten People of Europe and the Middle East. McGraw-Hill, USA.
- 1958 De la Perse à l'Iran. Robert Delpire, France.
- 1956 Venice Observed. Reynal & Co., USA.
- 1956 Fiesta in Pamplona. Universe Books, USA.
- 1955 Guerre à la Tristesse. Robert Delpire, France.